# 李吉甫 (唐朝)
李吉甫（758年—814年11月18日），字弘宪，赵郡（今河北赵县）人，唐朝政治家、学者。

## 生平
李吉甫在唐德宗时期出任太常博士，从此步入政坛。后历任屯田员外郎、明州员外长史、忠州刺史、柳州刺史等职。宪宗时期被召入京城，任考功郎中、翰林学士、中书舍人等。宪宗元和二年（807年）任中书侍郎同平章事，策划讨平镇海节度使李錡叛乱；六年再任宰相。他于唐德宗時期被宰相陸贄貶至明州，隨後當陸贄也遭遇同樣命運時，他不計前嫌，待之以禮，傳為佳話。
李吉甫死后赠司空，谥号据兩《唐书》传记为忠懿，但郑亚《会昌一品集序》称他为“先太师忠公”，且其孙李烨及李烨女李悬黎墓志都称李吉甫谥忠，未详孰是。

## 成就
李吉甫的主要政绩，是帮助宪宗削弱藩镇的势力。同时，在整理官员系统方面也有成效。李吉甫聪明勤奋，学识渊博，主持编纂了《元和郡县图志》。这是中国现存最古老的一部方志地理著作，全书40卷，详细记述了宪宗八年（813年）以前的唐全国10道所属的府、州、县的沿革历史和地理资料，并且附有详细的地图。
《元和郡县图志》的插图部分现在已经遗失，文字部分相对完整。

## 家族
出自趙郡李氏西祖，其父李棲筠，代宗時代曾任御史大夫，长子李德脩官拜楚州刺史，次子李德裕則於武宗時代拜相，是牛李黨爭中李黨的領袖。

### 后代
- 李德脩，楚州刺史、兼御史中丞
  - 李从质，解县榷盐使、守右庶子
    - 李慶之，睦州參軍，妓張氏所出
    - 李承慶，宣州旌德县丞，妓張氏所出
    - 李小娘子，妓張氏所出
    - 李尚夷，小娘子弟
    - 李同，潞州涉县主簿
- 李德裕